# Rosario Navas Morata
Rosario Navas Morata (ur. 1948 w Hawanie) – kubańska dyplomatka, wieloletnia ambasador Kuby w Hiszpanii, od 2006 ambasador nadzwyczajna i pełnomocna w Polsce. 

## Życiorys
Ukończyła studia z dziedziny prawa i nauk politycznych, podczas studiów działała już w Związku Młodzieży Komunistycznej (hiszp. Unión de Jóvenes Comunistas, UJC). W wieku 28 lat objęła funkcję I sekretarz ambasady kubańskiej w Angoli, następnie reprezentowała kraj m.in. we Włoszech, Brukseli i Nowym Jorku. Od 1994 pełniła misję jako ambasador w Hiszpanii, a w 2006 została mianowana ambasadorem nadzwyczajnym i pełnomocnym w Polsce. 